# Derek Page, Baron Whaddon
John Derek Page, Baron Whaddon (* 14. August 1927 in Sale, Cheshire; † 16. August 2005) war ein britischer Rechtsanwalt, Wirtschaftsmanager und Politiker der Labour Party, der einige Jahre Abgeordneter des House of Commons war und 1978 als Life Peer aufgrund des Life Peerages Act 1958 Mitglied des House of Lords wurde.

## Leben

### Berufliche Laufbahn und erfolglose Unterhauskandidaturen
Page, Sohn eines Eisenbahnarbeiters, besuchte mit finanzieller Unterstützung durch ein Stipendium das römisch-katholische St Bede’s College in Manchester und absolvierte anschließend ein Studium der Soziologie an der Universität London. Seine berufliche Laufbahn begann er anschließend in dem Agrochemieunternehmen Fisons.
Als Kandidat der Labour Party bewarb sich Page bei den Unterhauswahlen am 26. Mai 1955 im Wahlkreis Northwich erstmals um ein Abgeordnetenmandat, unterlag aber dem Wahlkreisinhaber der Conservative Party, John Foster. Später war er Verkaufsleiter des Unternehmens Carnegies in Welwyn sowie seit 1962 Direktor der Cambridge Chemical Company.
Bei den darauf folgenden Wahlen vom 8. Oktober 1959 kandidierte er abermals für ein Abgeordnetenmandat, und zwar nunmehr im Wahlkreis Isle of Legge. Auch diesmal unterlag er dem konservativen Wahlkreisinhaber und späteren Vorsitzenden des 1922 Committee, der Interessenvertretung der Hinterbänkler der Conservative Party, Harry Legge-Bourke, deutlich. Während Legge-Bourke 26.173 Stimmen (57 Prozent) bekam, entfielen auf Page lediglich 19.705 Wählerstimmen (43 Prozent).

### Unterhausabgeordneter
Bei den Unterhauswahlen vom 15. Oktober 1964 wurde Page als Kandidat der Labour Party im Wahlkreis King’s Lynn zum Abgeordneten in das House of Commons gewählt und gehörte diesem bis zu den Wahlen am 18. Juni 1970 an. Bei seiner ersten Wahl konnte er sich mit einer knappen Mehrheit von nur 104 Stimmen (0,2 Prozent) durchsetzen, und zwar gegen den konservativen Wahlkreisinhaber Denys Bullard, der 21.356 Stimmen erhielt, während er selbst auf 21.460 Wählerstimmen kam. Bullard, ein bekannter Landwirt, Rundfunkmoderator und Agrarspezialist, war bereits zwischen 1951 und 1955 Abgeordneter des Unterhauses für den Wahlkreis South West Norfolk und vertrat seit 1959 die Interessen von King’s Lynn im Unterhaus.
Am 11. November 1964 hielt er seine Jungfernrede (Maiden Speech) im Unterhaus zu Steuernachlässen bei Exporten. Nach Einbeziehung der lokalen Wirtschaft von North Norfolk ging er im Detail auf die Probleme beim Kauf von Computerzubehör aus den USA ein und das Großbritannien einen größeren Nutzen durch die eigene Produktion von Hochtechnologie hätte als sich ausschließlich auf US-amerikanische Technologie zu verlassen. Während seiner Zeit im Unterhaus gehörte er auch zu den entschiedensten Gegnern des Vietnamkrieges. Er sprach sich gegen eine Einbeziehung in den Vietnamkrieg aus und gehörte als Unterstützer von Michael Foot und Jack Mendelson zu den Kritikern der dortigen US-amerikanischen Militäreinsätze.
Page konnte Bullard auch bei der Wahl am 31. März 1966 schlagen, wobei das Wahlergebnis diesmal wesentlich deutlicher zu Gunsten von Page ausfiel, der diesmal 23.324 Stimmen erhielt, während auf seinen konservativen Herausforderer Bullard 21.305 Wählerstimmen entfielen.

### Verlust des Unterhausmandats und Oberhausmitglied
Bei den Wahlen vom 18. Juni 1970 verlor er sein Abgeordnetenmandat. Er hatte nur 33 Stimmen weniger als sein Herausforderer von den konservativen Tories, Christopher Brocklebank-Fowler: Während Brocklebank-Fowler 23.822 Wählerstimmen erreichte, entfielen auf ihn 23.789 Stimmen.
Durch ein Letters Patent vom 26. April 1978 wurde Page als Life Peer mit dem Titel Baron Whaddon, of Whaddon in the County of Cambridgeshire, in den Adelsstand erhoben und gehörte bis zu seinem Tod dem House of Lords als Mitglied an. Während seiner Mitgliedschaft im Oberhaus war er Mitglied des Wissenschafts- und Technologieausschusses (House of Lords Select Committee on Science and Technology) und erwarb dort die Anerkennung des späteren Ausschussvorsitzenden David Chilton Phillips, Baron Phillips of Ellesmere.
In der Folgezeit war er wieder als Wirtschaftsmanager tätig, und zwar als Direktor von Micro Automatics und von Rindalbourne Ltd. zwischen 1983 und 1990. Ferner war er seit 1983 Vorstandsvorsitzender von Daltrade sowie seit 1986 von Skorimpex-Rind. Mit diesen Unternehmen betrieb er unter anderem Wirtschaftsbeziehungen mit Polen und wurde für die dort erworbenen Verdienste 1989 mit dem Verdienstorden der Volksrepublik Polen ausgezeichnet.